# Paul von Rennenkampff

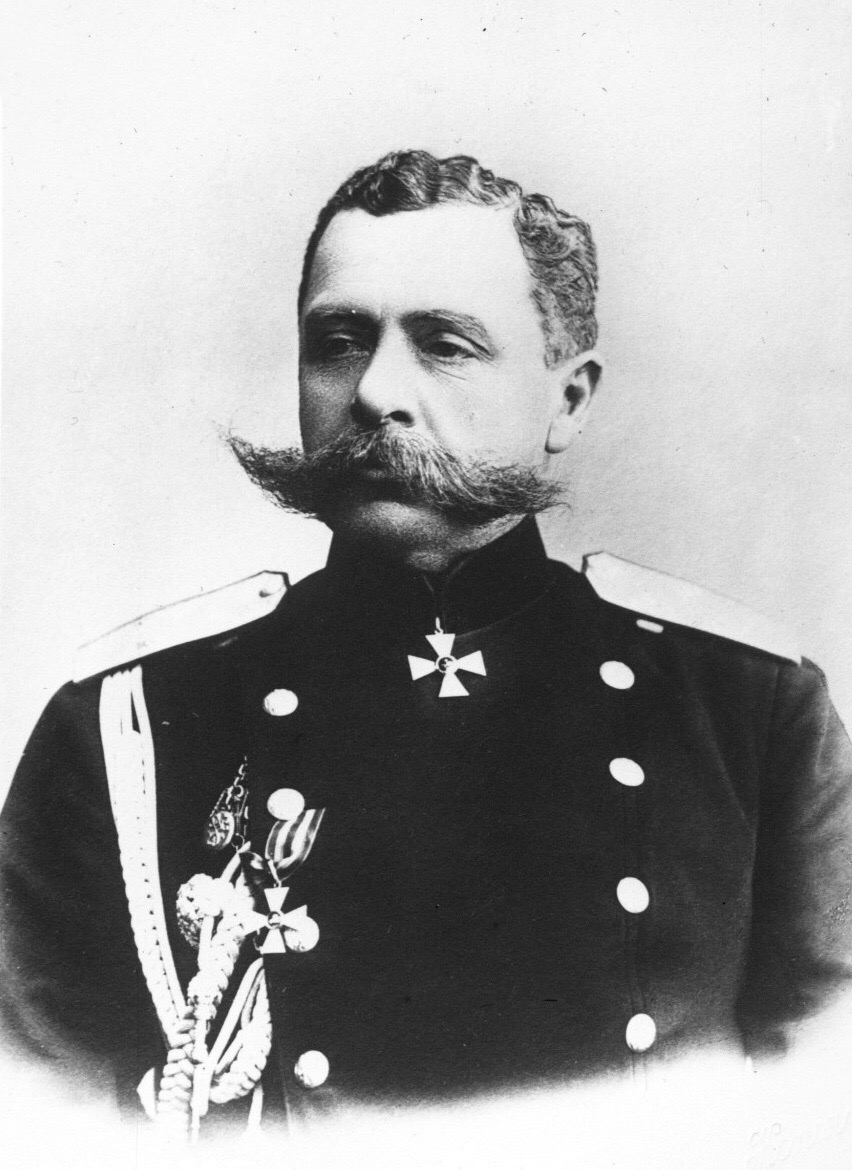
Paul von Rennenkampff (ca. 1910)

Paul Georg Edler von Rennenkampff (russisch Павел-Георг Карлович Ренненкампф; wissenschaftliche Transliteration Pavel-Georg Karlovič Rennenkampf, * 17. Apriljul. / 29. April 1854greg. auf Konofer / (estnisch Konuvere), Gouvernement Estland; † 1. April 1918 in Taganrog, Russland) war General der Kavallerie der russischen Armee und Generaladjutant von Zar Nikolaus II. 1914 führte er als Oberbefehlshaber der Njemen-Armee die Offensive gegen Ostpreußen.

## Leben

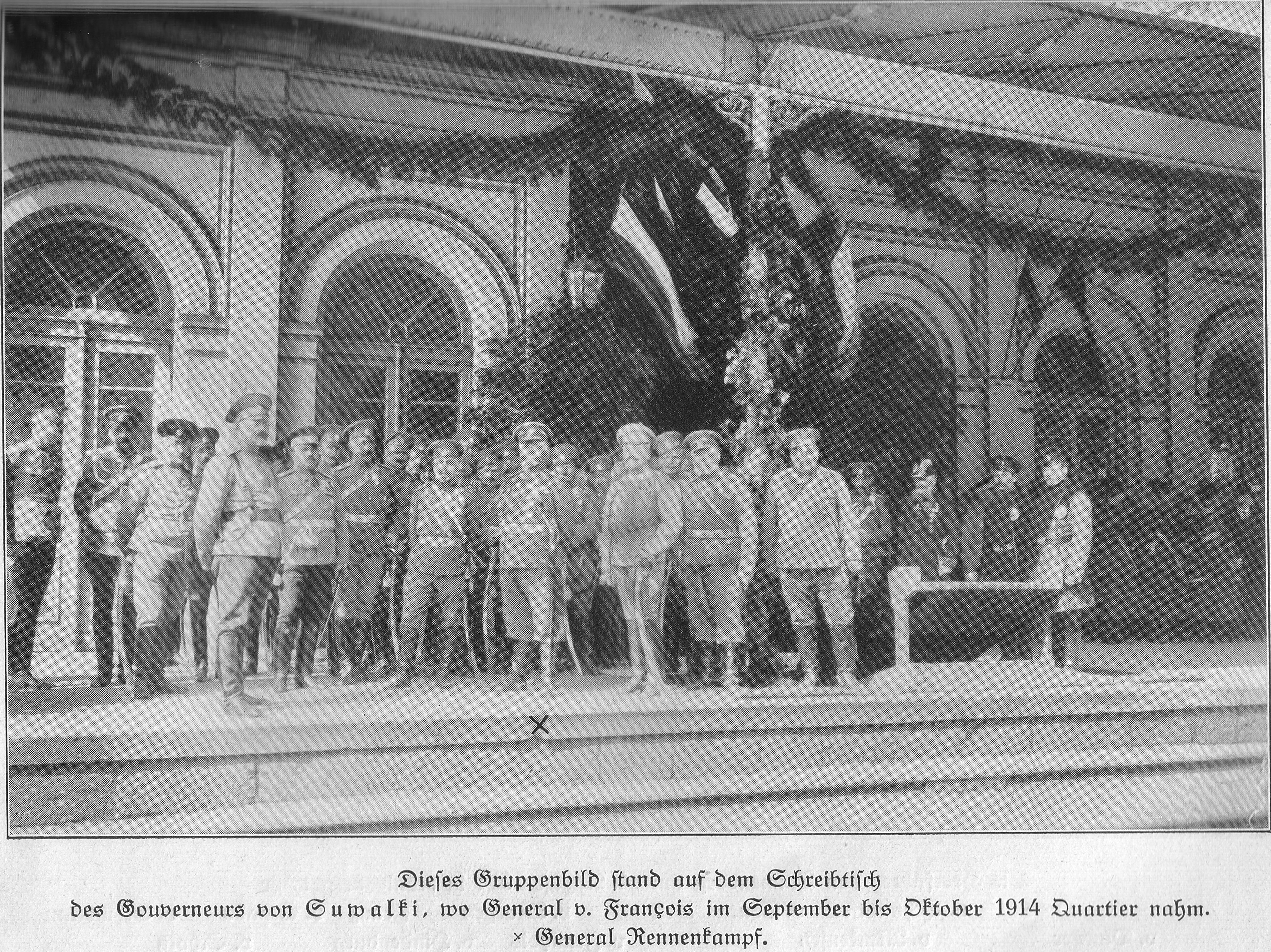
Rennenkampff mit Stab (1914)

Rennenkampff wurde als Sohn einer deutschbaltischen Familie geboren. Er besuchte von 1866 bis 1870 die Ritter- und Domschule zu Reval. Nach Eintritt in den Dienst im 89. Belomorskischen Infanterie-Regiment wurde er an die Junkerschule in Helsingfors geschickt. Nach Absolvierung des Lehrgangs trat er als Junker in das 16. Gluchowsche Dragoner-Regiment ein und wechselte alsbald zum 14. Dragoner-Regiment, dann ins 5. Litauische Ulanen-Regiment.
1873 wurde er zum Kornett, 1876 zum Leutnant und 1877 zum Stabsrittmeister befördert. Ab 1879 besuchte er die Generalstabsakademie in Sankt Petersburg, die er am 1. April 1882 zum Rittmeister befördert, als Klassenbester abschloss. Schon am 11. Juni 1882 zum Major befördert, wurde er ranghoher Stabsoffizier im Generalstab des XIV. Armeekorps. Er diente in den Militär-Bezirken von Warschau, Kasan, Nowotscherkassk und wurde am 13. April 1886 zum Oberstleutnant befördert.
Am 26. März 1890 wurde er kurzfristig Stabschef des Festungskommandanten von Osowiec und am 1. April desselben Jahres zum Oberst befördert. Am 26. Februar 1891 wurde er zum Chef des Stabes der 14. Kavallerie-Division in Kielce ernannt. Am 13. Dezember 1895 übernahm er das Kommando über das 36. Achtyrka-Dragoner-Regiment und am 25. November 1899 wurde er zum Stabschef des Transbaikal-Gebiets berufen.
Am 9. April 1900 zum Generalmajor ernannt, zeichnete er sich als Kommandeur eines Infanterieregimentes während des Boxeraufstands in China aus. Rennenkampffs Aufgabe bestand darin, das Gebiet am Amur zu sichern. Er führte dem durch die Chinesen bedrängten General Gribkow Verstärkungen in der Mandschurei zu und besetzte Aigun. Darauf nahm er Zizikar und Girin ein und drang über Telin nach Mukden vor. Für diese Leistungen wurde er mit dem Orden des Heiligen Georg IV. und III. Klasse ausgezeichnet. 1901 lehnte er das Kommando über ein Garderegiment ab und erhielt darauf die Führung der 1. Kavallerie-Brigade in Borissow.
Von 1904 bis 1905 nahm er am Russisch-Japanischen Krieg teil. Ab Februar 1904 übernahm er die Führung der 2. Transbaikal-Kosaken-Division, wurde am 13. Juli ernstlich verwundet und am selben Tag zum Generalleutnant befördert. Im Januar deckte er mit seiner Kavallerie den linken Flügel der bei Tzinketschan zurückgehenden Truppenteile und vertrat den verwundeten General Mitschenko, welcher am rechten Flügel eingesetzt war. Nach der Schlacht von Mukden wurde ihm verschiedentlich Feigheit vor dem Feind vorgeworfen. Rennenkampff hatte sich damals mit General Samsonow bei einem Streit auf dem Bahnhof von Mukden zerstritten. Er rehabilitierte sich, als er in Sibirien gemeinsam mit General Möller-Sakomelski die Aufständischen der Revolution von 1905 bekämpfte.
Am 9. November 1905 bis zum 15. April 1906 war er Kommandierender General des 7. Sibirischen Armeekorps. Am 9. Juli 1906 wurde er Kommandierender General des 3. Sibirischen Armeekorps in Fernost und kehrte dann nach Europa zurück. Vom 27. Dezember 1906 bis zum 20. Januar 1913 war er Kommandierender General des III. Armee-Korps in Wilna.
Am 6. Dezember 1910 stieg er zum General der Kavallerie auf. Ab 5. Oktober 1912 fungierte er als Generaladjutant Seiner Majestät Nikolaus II. Vom Januar 1913 bis zum Kriegsbeginn 1914 war er Oberkommandierender des Militär-Bezirkes Wilna.

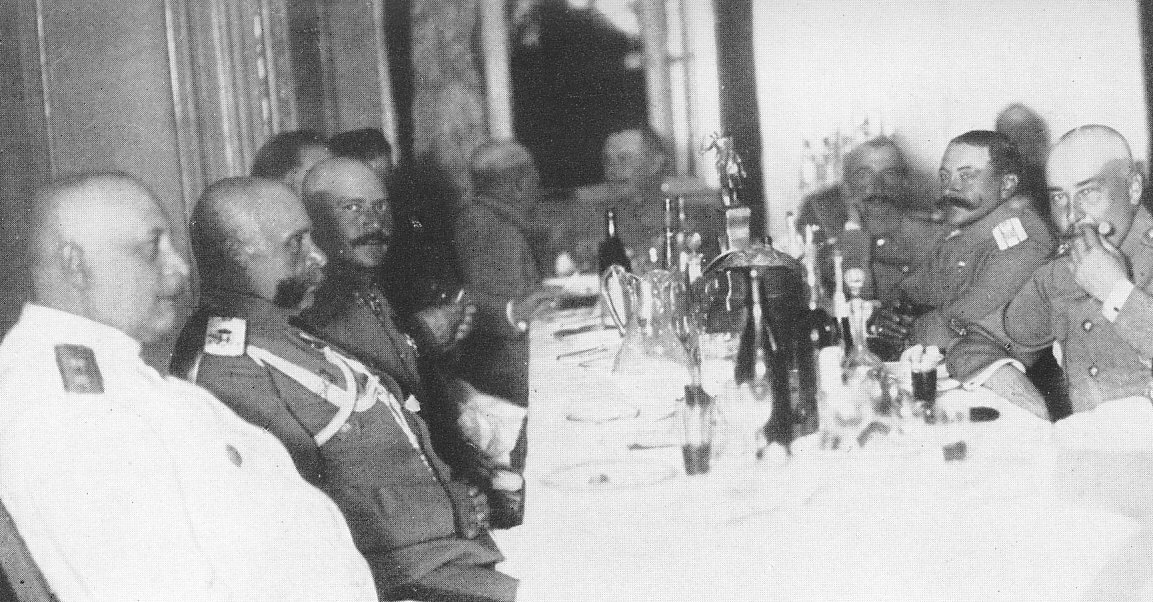
Rennenkampff (2.v.l.) mit seinem Stab in Ostpreußen im Hotel „Dessauer Hof“ in Insterburg (August 1914)

Zu Beginn des Ersten Weltkrieges erhielt Rennenkampff das Kommando über die 1. Armee am Njemen, die am Nordabschnitt der Ostfront zur Invasion Ostpreußens bestimmt war. Am 17. August überschritten seine Truppen die Grenze bei Stallupönen und drängten die deutsche 8. Armee in der Schlacht bei Gumbinnen zurück. Zu scharfer Kritik von Seiten des russischen Armee-Oberkommandos und des Zaren führte sein Verhalten während der Schlacht bei Tannenberg Ende August 1914, insbesondere die aus der Feindschaft der Befehlshaber herrührende mangelnde Koordination mit der russischen 2. Armee unter General Samsonow. Nach einer weiteren Niederlage in der Schlacht an den Masurischen Seen musste man bis zum Fluss Angerapp zurückweichen. Nach der Verlegung seiner Armee in den Raum nördlich Warschau konnten seine Truppen zwischen dem 16. und dem 22. November einen Angriff der deutschen 9. Armee auf Lodz abschnüren. Die Vernichtung eines eingekesselten deutschen Korps am 24. November gelang wegen des vorzeitigen Zurückgehens seiner Truppen nicht mehr. Vom übergeordneten Oberbefehlshaber der Nordwestfront, General Russki, verantwortlich gemacht, verlor er darauf das Kommando über die 1. Armee. Ende 1914 quittierte er den Dienst in der Armee, nachdem ihm Inkompetenz und aufgrund seiner deutschbaltischen Herkunft sogar Landesverrat vorgeworfen worden war. Er zog sich vollkommen aus dem öffentlichen Leben zurück und zog an das Schwarze Meer. Insgesamt diente er über 40 Jahre in der russischen Armee.
Nach der russischen Revolution 1917 wurde er festgenommen und wieder entlassen. Er flüchtete 1918 nach Taganrog an das Asowsche Meer, nannte sich Mandusakis und behauptete, ein griechischer Fischer zu sein. Am 16. März flog seine Tarnung auf und die Bolschewiki forderten ihn auf, eine kommunistische Einheit der Roten Armee im russischen Bürgerkrieg zu kommandieren. Er weigerte sich und Wladimir Alexandrowitsch Antonow-Owsejenko befahl daraufhin seine Hinrichtung, die am 1. April 1918 durch ein Erschießungskommando vollstreckt wurde. Der Leichnam ist auf dem Alten Taganroger städtischen Friedhof beigesetzt worden.
Der gesamte Großgrundbesitz der Familien von Rennenkampff, wie aller Deutschbalten, wurde 1919 im Zuge der estnischen Landreform enteignet. Rennenkampffs persönliche Habe aus der Zeit des Boxeraufstandes ist im  Alferaki-Palast in Taganrog ausgestellt.

## Schriften
- Auf dem Fluß Amur und in der Mandschurei, Kriegsberichte des Generals P. v. R. von 1904, Teil I, erschienen in Wojennyj Sbornik, Nr. 3, S. 89–108.
- Auf dem Fluß Amur und in der Mandschurei, Teil II, erschienen in Wojennyj Sbornik, Nr. 4, S. 57–86.
- Auf dem Fluß Amur und in der Mandschurei, Teil III, erschienen in Wojennyj Sbornik, Nr. 5, S. 55–86.
- Der zwanzigtägige Kampf meines Detachements in der Schlacht von Mukden, Berlin 1909.